# Distrikt Yanama
Der Distrikt Yanama liegt in der Provinz Yungay in der Region Ancash in West-Peru. Der am 2. August 1920 gegründete Distrikt hat eine Fläche von 279,85 km². Beim Zensus 2017 lebten 5292 Einwohner im Distrikt Yungay. Im Jahr 1993 lag die Einwohnerzahl bei 7145, im Jahr 2007 bei 6979. Verwaltungssitz ist die auf einer Höhe von 3375 m gelegene Ortschaft Yanama mit 439 Einwohnern (Stand 2017). Der Distrikt wird überwiegend von Indios bewohnt. Etwa 87 Prozent der Bevölkerung sprechen als Muttersprache Quechua.

## Geographische Lage
Der Distrikt Yanama liegt auf der Ostseite der Cordillera Blanca im äußersten Nordosten der Provinz Yungay. Er erstreckt sich zwischen den Flüssen Quebrada Yurma im Norden und dem Río Cunya, beides Zuflüsse des Río Yanamayo.
Der Distrikt Yanama grenzt im Norden an die Distrikte Huayllán (Provinz Pomabamba), Lucma und Llumpa (beide in der Provinz Mariscal Luzuriaga), im Osten an den Distrikt San Luis (Provinz Carlos Fermín Fitzcarrald), im Süden an die Distrikte Acochaca (Provinz Asunción) und Distrikt Shilla (Provinz Carhuaz) sowie im Westen an die Distrikte Yungay, Caraz und Santa Cruz (die beiden letzten in der Provinz Huaylas).